# Upp med hakan, Jeeves
Upp med hakan, Jeeves är en roman av P.G. Wodehouse, utgiven i England och USA 1963 med titeln Stiff Upper Lip, Jeeves. Romanen översattes till svenska av Birgitta Hammar och utgavs på Albert Bonniers förlag 1964. Det är den nionde romanen om Bertie Wooster och hans betjänt Jeeves.

## Handling
Gussie Fink-Nottles trolovade Madeline Bassett har fått upp ögonen för den vegetariska dieten och klargör att det är den som kommer att gälla i fortsättningen. Gussie gör uppror, men det hjälper föga. Av rädsla att Madeline återigen skall slå sina klor i honom, är Bertie beredd att mäkla fred fastän det innebär att han måste bege sig till Totleigh Towers och frottera sig med sir Watkyn Bassett och Roderick Spode. När han anländer utgår Madeline från att han infunnit sig för att han trånar efter henne. Spode, numera lord Sidcup, som själv är förtjust i Madeline, hotar att bryta nacken av Bertie.
Madelines kusin Stephanie "Stiffy" Byng vill att Bertie skall göra henne en tjänst. Hon vill att han undansnillar en av sir Watkyn nyligen införskaffad statyett, som han skrävlar om att ha betalat endast fem pund för, trots dess värde på närmare tusen pund. Stiffy vill att den återbördas till den duperade säljaren, en major Plank, eftersom hon ogillar sir Watkyns skändliga affärsmetoder. Bertie är motvillig, men Stiffy hotar att avslöja för Madeline att Gussie svullar i sig köttpajer om nätterna, assisterad av en välvillig kokerska. Bertie är med på noterna. Jeeves måste rädda honom när major Plank tar Bertie för en tjuv som försöker återsälja stöldgods. Sir Watkyn har i själva verket köpt statyetten till fullpris; det låga inköpspriset var en osanning han tagit till för att förarga sin konstsamlarkonkurrent Tom Travers.
Roderick Spode ser Gussie kyssa kokerskan och hotar att tillfoga honom skada för att ha varit svekfull mot Madeline. Efter några smärre våldsyttringar beslutar Madeline att gifta sig med Bertie. Allt slutar dock lyckligt; Gussie Fink-Nottle rymmer med kokerskan, som är Emerald Stoker, syster till Berties ex-tillkommande Pauline, som tagit kokersketjänsten för att hon tillfälligt kommit på obestånd. Madeline samtycker till att gifta sig med Spode och bli lady Sidcup.